# Association Démocratie Écologie Solidarité
L'Association Démocratie Écologie Solidarité (ADES) est une association politique grenobloise, orientée à gauche et se réclamant de l'écologie politique. Elle est membre de la majorité municipale d'Éric Piolle depuis 2014.

## Histoire

### Prémices 1977-1994
L'ADES est l'héritière de plusieurs mouvements écologiques grenoblois, tant associatifs que strictement politiques.
Les Amis de la Terre est la première association écologiste d'envergure nationale à s'implanter en France en 1970, et un groupe local grenoblois est fondé en 1976 dans le contexte des combats écologiques et anti-nucléaires nationaux et locaux. À son initiative principalement, la liste « Grenoble Écologie pour autogérer la cité » menée par Denise Andrevon remporte 9,13 % des suffrages aux élections municipales de 1977 sur un programme résolument utopique. Elle empêche Hubert Dubedout (49,19 %) d'être réélu au premier tour et commence à marquer l'opposition entre un projet écologiste et le projet perçu comme technocratique et productiviste d'Hubert Dubedout, qui avait rejoint le parti socialiste en milieu de mandat.
Les Amis de la Terre sont encore présents aux législatives de 1978 et aux européennes de 1979, puis au niveau national la tendance est à la séparation des associations environnementalistes et des mouvements d'écologie politique, qui aboutit à la création des Verts en 1984.
Dans ce contexte politique, l'association GEA (Grenoble Écologie Autogestion) est créée en 1982 pour préparer les élections municipales de 1983. Elle aborde cette fois les élections municipales en passant une alliance de premier tour avec la gauche traditionnelle PS-PCF-MRG. Mais dans un contexte national très défavorable à la gauche, c'est l'échec pour Hubert Dubedout, qui ne fera pas de quatrième mandat, et la victoire retentissante d'Alain Carignon. GEA n'obtient qu'une élue, Geneviève Jonot, qui siège dans l'opposition. En novembre 1983, GEA commence à publier un journal bimestriel, Le rouge et le vert, qui traite aussi bien de politique locale que nationale.
Pour préparer les élections municipales de 1989, GEA devient E2A (Écologie Alternative Autogestion) en s'élargissant notamment vers les militants des comités Juquin de 1987-1988. E2A présente une liste autonome appelée DESIR (Démocratie, Écologie, Solidarité, Initiatives et Responsabilité) menée par Geneviève Jonot. La liste obtient deux élus : Geneviève Jonot, remplacée à mi-mandat par Claude Jacquier, et Raymond Avrillier, mais la liste de droite d’Alain Carignon gagne au premier tour. Au cours de ce mandat les élus E2A mènent des actions contre la corruption, contre la privatisation des services publics locaux et rendent publiques les affaires qui entacheront bientôt le nom d'Alain Carignon.

### L'ADES 1994-
Dans la suite d'E2A, l'ADES est fondée sous son nom actuel en 1994 par un groupe de citoyens grenoblois, cherchant à participer à la reconquête de Grenoble par la gauche après la parenthèse de gestion municipale par la droite (1983-1995).
Depuis 1995 l'ADES a donc des élus au conseil municipal de Grenoble et au conseil métropolitain de Grenoble-Alpes Métropole.
Aux élections municipales de 1995, la gauche est représentée par trois listes au premier tour : la liste PS-PCF, la liste écologiste de l'ADES conduite par Raymond Avrillier et la liste « société civile » de Grenoble objectif citoyenneté. Elles fusionnent au second tour et conquièrent la mairie sous la houlette de Michel Destot, socialiste. L'ADES participe alors au groupe "ADES, Verts et Alternatifs" qui compte 11 élus dont 4 adjoints, notamment le médiatique Raymond Avrillier. Ce dernier est également premier vice-président de la Métropole, aux côtés de Didier Migaud. En 2001, l'ADES fait de nouveau partie de l'alliance de gauche pour les élections municipales, et conserve des élus à la ville, au sein du groupe "écologistes et gauche citoyenne" et à la métropole. Après de nombreuses dissensions avec la gestion socialiste, les écologistes de l'ADES décident de ne pas poursuivre l'union pour le prochain mandat avec le PS qui s'ouvrait à des anciens soutiens d'Alain Carignon notamment MM. Betto et De Longevialle.
En 2008, Maryvonne Boileau mène alors la liste écologiste soutenue par l'ADES, qui recueille 22% des voix au second tour, mais dont les élus resteront dans l'opposition pour toute la durée du mandat 2008-2014. Les écologistes s'opposent alors fréquemment à la politique municipale, notamment sur les projets d'urbanisme.
Pour les élections municipales de 2014, l'ADES participe activement à la naissance du "Rassemblement Citoyen, de la Gauche et des Écologistes" (RCGE) derrière Éric Piolle, qui a pour but d'émanciper Grenoble de la politique socialiste. Cette configuration unique en France, réunissant uniquement deux grands partis nationaux (EELV et le PG) mais plusieurs collectifs locaux, fait de Grenoble une expérience politique largement scrutée par la presse. La large victoire du RCGE et le refus d'alliance de Jérôme Safar, tête de liste socialiste et dauphin de Michel Destot, a réinstallé l'ADES comme une composante importante de la majorité municipale, avec Raymond Avrillier comme figure tutélaire, même sans être élu.
Sans surprise, en 2020, l'ADES est de nouveau partie prenante de "Grenoble en Commun", la liste conduite par Éric Piolle pour son second mandat.

### Publications
Depuis novembre 1983 sous l'égide de GEA, et jusqu'en avril 2010 l'ADES a continué de publier le journal bimestriel papier Le rouge et le vert,  (ISSN 0760-4580) totalisant 117 numéros,.
Il est ensuite devenu une lettre d'information hebdomadaire disponible en ligne.